# Mistrzostwa Świata w Kinballu 2013
Mistrzostwa Świata w Kinballu 2013 – odbyły się w dniach 30 października-3 listopada 2013 roku, w Hall du Paire w belgijskim Pepinster. W mistrzostwach w obu kategoriach wygrały reprezentacje Kanady przed Japonią.

## Punktacja
Za zwycięstwo w meczu drużyna dostawała 10 punktów, za drugie miejsce 6 punktów, a za trzecie 2 punkty. Do tego dodawany był bonus za grę fair play w wysokości pięciu punktów (za każde przewinienie jeden punkt mniej) oraz po jednym punkcie za każdy wygrany okres gry, czyli za zwycięstwo bez przewinień drużyna dostawała 18 punktów.

## Wyniki

### Tabela końcowa Mężczyźni
| Miejsce | Reprezentacja    |
| ------- | ---------------- |
| 1       | Kanada           |
| 2       | Japonia          |
| 3       | Belgia           |
| 4       | Francja          |
| 5       | Szwajcaria       |
| 6       | Korea Południowa |
| 7       | Hiszpania        |
| 8       | Czechy           |
| 9       | Chiny            |
| 10      | Niemcy           |
| 11      | Dania            |

### Tabela końcowa Kobiety
| Miejsce | Reprezentacja |
| ------- | ------------- |
| 1       | Kanada        |
| 2       | Japonia       |
| 3       | Belgia        |
| 4       | Francja       |
| 5       | Szwajcaria    |
| 6       | Hiszpania     |
| 7       | Chiny         |
| 8       | Dania         |